# 항원 결정기

항체(Antibody)의 항원결합부위(노란색)과 항원(Antigen)의 항원결정기(노란색)가 결합하는 모습

항원결정기(영어: epitope 또는 antigenic determinant)는 항체, B세포, T세포 등의 면역계가 항원을 식별하게 해 주는 항원의 특정한 부분이다. 항원결정기를 식별하는 항체의 특정한 부분은 항원결합부위(paratope) 또는 항원결정부위(antigenic determinant.또는 항원결정자리 라고 한다. 일반적으로 항원 또는 그 항원결정기는 자기 자신이 아닌 외부에서 온 물질이라고 생각하기 쉽지만, 암세포와 같이 자기 자신의 것임에도 항원으로 작동하는 경우도 있고, 이 경우에도 항원결합부위로 분류한다.
단백질 항원의 항원결정기는 크게 그 모양과 항원결합부위와의 작용 방식에 따라 입체구조 항원결정기와 선형 항원결정기로 나뉜다. 입체구조 항원결정기는 항원의 불연속적인 아미노산 배열으로 구성된다. 이 종류의 항원결정기는 항체 항원결합부위의 3차원적 구조와 반응한다. 대부분의 항원결정기는 입체구조 항원결정기이다.
이와 반대로, 선형 항원결정기는 항체 항원결합부위의 1차원적인 구조와 반응한다. 항원의 선형 항원결정기를 구성하는 아미노산은 연속적이다.

## 같이 보기
- 표지단백질

1. ↑  {저자=이길재|제목=고등학교 고급생명과학|출판사=서울특별시교육청|연도=2013}
2. ↑  Huang J, Honda W (2006), 《"CED: a conformational epitope database"》, BMC Immunology 다음 글자 무시됨: ‘10.1186/1471-2172-7-7’ (도움말)